# 外星黃道塵
外星黃道塵是填充在系外行星系統面上，大小在1至100微米的無定形碳和矽酸鹽塵埃顆粒。它是系外行星類比於太陽系中觀察到的黃道塵，特別是在小行星主帶內觀察到大小在1至100微米的顆粒。相較於黃道塵，這些顆粒可能來自於彗星的釋氣，或是更大的天體，像是小行星之間的碰撞。外星黃道塵雲的成分往往是被檢測到過多紅外線發射主序星周圍的岩屑盤。通常，外星黃道塵是指這些岩屑盤在距離恆星幾個天文單位之內，溫度最高和最內側的部分。這些外星黃道塵的形狀可以顯示系外行星在動力學上的影響，和指出行星的存在。因為它通常位於一顆恆星的適居帶附近，外星黃道塵可能是企圖捕捉類地行星影像時重要的噪音來源。

## 有外星黃道塵的恆星例子
- 蛇夫座51
- 北落師門[2][3]
- 天倉五[3][4]
- 織女

## 外部連結
- Stark, Christopher. . NASA GSFC. 2009-05-20  [2010-04-14]. （原始内容存档于2009-04-11）.
- NASA Supercomputer Shows How Dust Rings Point to Exo-Earths（页面存档备份，存于）